# Soonwald
Der Soonwald im Rhein-Hunsrück-Kreis und im Landkreis Bad Kreuznach ist ein bis 657,5 m ü. NHN hoher Teil des rheinland-pfälzischen Mittelgebirges Hunsrück. Der Soonwald im engeren Sinne („Großer Soon“, in Abgrenzung zu seinem „kleinen Bruder“ Lützelsoon) ist ein durch keine Talung unterbrochenes, etwa 20 km langes Gebiet nach Nordosten streichender Quarzitkämme. Der Soonwald im weiteren Sinne beinhaltet auch noch den sich nach Südwesten anschließenden Lützelsoon und den Binger Wald im nordöstlichen Anschluss sowie die trennenden Täler von Simmerbach und Guldenbach. Er kommt auf etwa die doppelte Kammlänge und stellt das östlichste Kammgebiet des Hunsrück dar, das jenseits des Rheinknies durch den Hohen Taunus fortgesetzt wird.

## Geographie

### Lage
Der Soonwald liegt im Osten und Süden des Rhein-Hunsrück-Kreises und im Westen und Norden des Landkreises Bad Kreuznach. Der Soonwald im engeren Sinne liegt komplett im Naturpark Soonwald-Nahe und wird – außer nach Süden, wo die Nahe in etwa 10 km Abstand passiert – orographisch komplett von Fließgewässern aus deren Flusssystem umschlossen. Zum Lützelsoon im Südwesten trennt der Simmerbach, den zur Simmerner Mulde gerichteten westlichen Nordwesten flankiert der Lametbach und schließlich der Brühlbach. Im Nordosten trennt der Guldenbach den Binger Wald ab, im westlichen Norden grenzt der Neubrühlbach zur Simmerner Mulde ab.
Nach Südosten geht die Landschaft in die zum Saar-Nahe-Bergland gezählte Soonwaldvorstufe mit dem Gauchswald über, im Südosten bei Stromberg und südlich des Binger Waldes direkt in das Oberrheinische Tiefland einleitende Untere Nahehügelland.
Zentral zwischen den beiden Hauptkämmen des Großen Soon fließt das Wasser rinnenartig entweder nach Südwesten zum Lametbach oder nach Nordosten zum Gräfenbach ab. Der Lametbach ist das einzige Gewässer, das den nördlichen Hauptkamm quert, der Gräfenbach das einzige beim südlichen. Im äußersten Südwesten, jenseits der Lametbachquerung, fließt das Wasser über den Asbach direkt dem Simmerbach zu.

### Kämme
Bei den Kämmen des Soonwaldes handelt es sich um Taunusquarzite. Der Lützelsoon startet im Südwesten etwas nach Süden versetzt gegenüber der südlichsten Kammlinie des Schwarzwälder Hochwaldes, die in den Dollbergen, an der Grenze zum Saarland, beginnt, an den Butterhecker Steinköpfen 722,6 m erreicht und knapp 3 km nordöstlich des 670,7 m hohen Wildenburger Kopfs in etwa 9 km Entfernung zum Lützelsoon bei Mörschied abbricht (siehe Naturraumkarte – die beiden letztgenannten Gipfel sind dort eingezeichnet). Vom Hahnenbachtal auf rund 230 m aus steigt der Kamm des Lützelsoons gleichmäßig und fast gratartig bis zur 599,1 m hohen Womrather Höhe an, um umso schneller und nicht minder gleichmäßig zum Simmerbachtal wieder auf etwa 240 m abzufallen. Im Großen Soon entstehen zwei weitere, südlich parallele Kämme, von denen der mittlere hier sogar die höchste Höhe erreicht, es jedoch nur der des Lützelsoons bis in Binger Wald und Taunus schafft.
Der nördliche, den Lützelsoon fortsetzende Kamm steigt jenseits des Simmerbachs zunächst an der Koppensteiner Höhe bis 554,9 m an, flacht zur Landesstraße 229 Gemünden–Langenthal wieder auf 495,9 m ab, um an der Gemündener Höhe 575,2 m zu erreichen. Am Lametbach flacht die Kammlinie dann auf nur um 390 m ab, um kontinuierlich (die L 108 Tiefenbach–Winterbach quert den ansteigenden Kamm) bis zum Simmerkopf auf etwa 654 m anzusteigen. An der L 242 Argenthal–Dörrebach fällt der Kamm wieder leicht auf 603,6 m, erreicht am Schanzerkopf aber wieder 643,5 m. Nunmehr flacht die Kammlinie recht schnell zur L 239 auf gut 570 m ab, steigt indes schließlich wieder zum Hochsteinchen auf 648,3 m an.
Nachdem am Guldenbachtal die Kammlinie auf um 340 m abgefallen ist, steigt sie, nunmehr im Binger Wald, einigermaßen rasch bis zum Kandrich wieder auf 638,6 m. Nach nur leichten Verflachungen und ohne Unterbrechungen durch öffentliche Straßen schließen sich der Salzkopf (627,6 m) und der Franzosenkopf (617,3 m) an, bis der Rhein die Kammlinie auf um 70 m herabsetzt. Jenseits des Rheins werden Höhen über 600 m im Hohen Taunus (bzw. im Rheingaugebirge) erst wieder an der Kalten Herberge (619,3 m) erreicht. Näher dem Binger Wald, aber nördlich der Kammlinie liegt auf der Taunusseite als Quarzitberg das Jägerhorn (537,8 m). Die ursprüngliche Nordostrichtung des Kamms ist zwischen Simmerkopf und Hochsteinchen auf Ostnordost und im Binger Wald schließlich auf Ost umgeschwenkt und wird im Hohen Taunus schließlich wieder in Ostnordostrichtung fortgeführt.
Der zweite Hauptkamm des Großen Soon steigt vom Simmerbachtal bei Kellenbach (unter 220 m) in horizontal nur etwa 5 km um 400 Höhenmeter bis zur Alteburg auf 620,5 m an. Bis zur Ellerspring werden daraus, in gleichmäßig steigender, leicht im Gegenuhrzeigersinn (nach Norden) gekrümmter Linie 657,5 m. Die Landesstraßen 229 und 108 müssen hier mangels Eintiefungen unmittelbar den steigenden Kamm queren. Nunmehr sinkt die Höhenlage zunächst – die L 239 quert die Kammlinie am Gräfenbach auf etwa 455 m –, um am Opel rasch wieder 649,3 m zu erreichen. Indes schwindet nordöstlich dieses Gipfels und deutlich südwestlich vor dem Guldenbachtals die Höhe weitaus schneller als die des nördlichen Kamms.
Die zweite Kammlinie verschwindet im Binger Wald nach und nach komplett. Abgesehen vom Auerhahnkopf (574,2 m) im Zentrum des Teilgebirges finden sich an Quarzitbergen nur noch in seinem äußersten Südosten drei in Nord-Süd-Richtung nebeneinander, die andeutungsweise dieser Linie entsprechen:
 Der Veitsberg (391,3 m) als nördlicher, der Druidenberg (ca. 386 m) im Zentrum und der Stöckert als südlicher Berg des Trios und gleichermaßen nordöstlicher Stadtberg von Waldalgesheim wie auch nordwestlicher Gemeindeberg von Weiler bei Bingen. Deren Linie wird jenseits des Rheins in etwa vom Niederwald bei Rüdesheim mit dem 346 m hohen Fichtenkopf verlängert, jedoch findet weiter (ostnord)östlich diese Quarzitlinie keine Verlängerung.
Beim dritten und südlichsten Kamm handelt es sich eher um einen Nebenkamm des mittleren. Er zweigt noch südwestlich der Alteburg ab und bleibt etwas flacher, sodass seine Kammlinie vom Quelllauf des Gaulsbachs, von drei verschiedenen Quellarmen des Ellerbachs und natürlich vom Gräfenbach gequert wird. Am Karchrech erreicht er 564 m, jenseits des Ellerbachs dann am Steineberg noch einmal 563,9 m, bis die Kammlinie am Gräfenbach auf um 370 m fällt. Seine höchste Höhe erreicht er weiter nordöstlich in den 584,3 m hohen Kesselbergen, östlich davon und schon am Rand des Soonwalds erreicht die Schöneberger Höhe 491 m. Jedoch setzt sich der Kamm im Unteren Nahehügelland als Horetriegel bis über die Nahe hinaus fort:
Unmittelbar östlich des Guldenbachs 328,7 m, jenseits der A 61 dann am Galgenberg 329,1 m, am Horetberg 332 m und am Butterkopf 326,8 m; jenseits des Krebsbachs dann am Münsterer Kopf 300,8 m und schließlich, jenseits der Nahe in Bingen, am Rochusberg 246 m.

### Soonwald-Vorstufe
Der Südrand des Soonwaldes wird von einem markanten, etwa 400 Meter hohen Sockel begleitet. Aus dieser Fläche steigen nach Norden die bewaldeten Soonwald-Kämme auf. Nach Süden fällt der dicht bewaldete, maximal 437 Meter hohe Gauchsberg mit einer 100 bis 200 m hohen Landstufe in das untere Naheland ab. So entsteht eine kleine, aber sehr eigenständige Landschaftskammer.
Die Soonwald-Vorstufe wird durch mehrere Bäche zerschnitten, unter anderem durch den Gräfenbach und den Ellerbach. Sie besteht aus unterschiedlichen Gesteinen, darunter Phyllite, Quarzite und Grünschiefer. Dies ergibt ein Ackerland mittlerer Qualität. Potentielle natürliche Vegetation wäre Eichen-Hainbuchenwald.
Auf der weitgehend landwirtschaftlich genutzten Soonwald-Vorstufe liegen die Gemarkungen mehrerer Dörfer, darunter Spabrücken, Münchwald, Spall, Gebroth und die Wüstung Pferdsfeld mit dem ehemaligen NATO-Flugplatz. Die Soonwald-Vorstufe ist Rodungsgebiet des mittelalterlichen Siedlungsausbaus. Sie trägt deshalb lockere Haufendörfer, die häufig in den Quellmulden der Bäche angelegt wurden.

### Naturräumliche Gliederung
(Südosten)

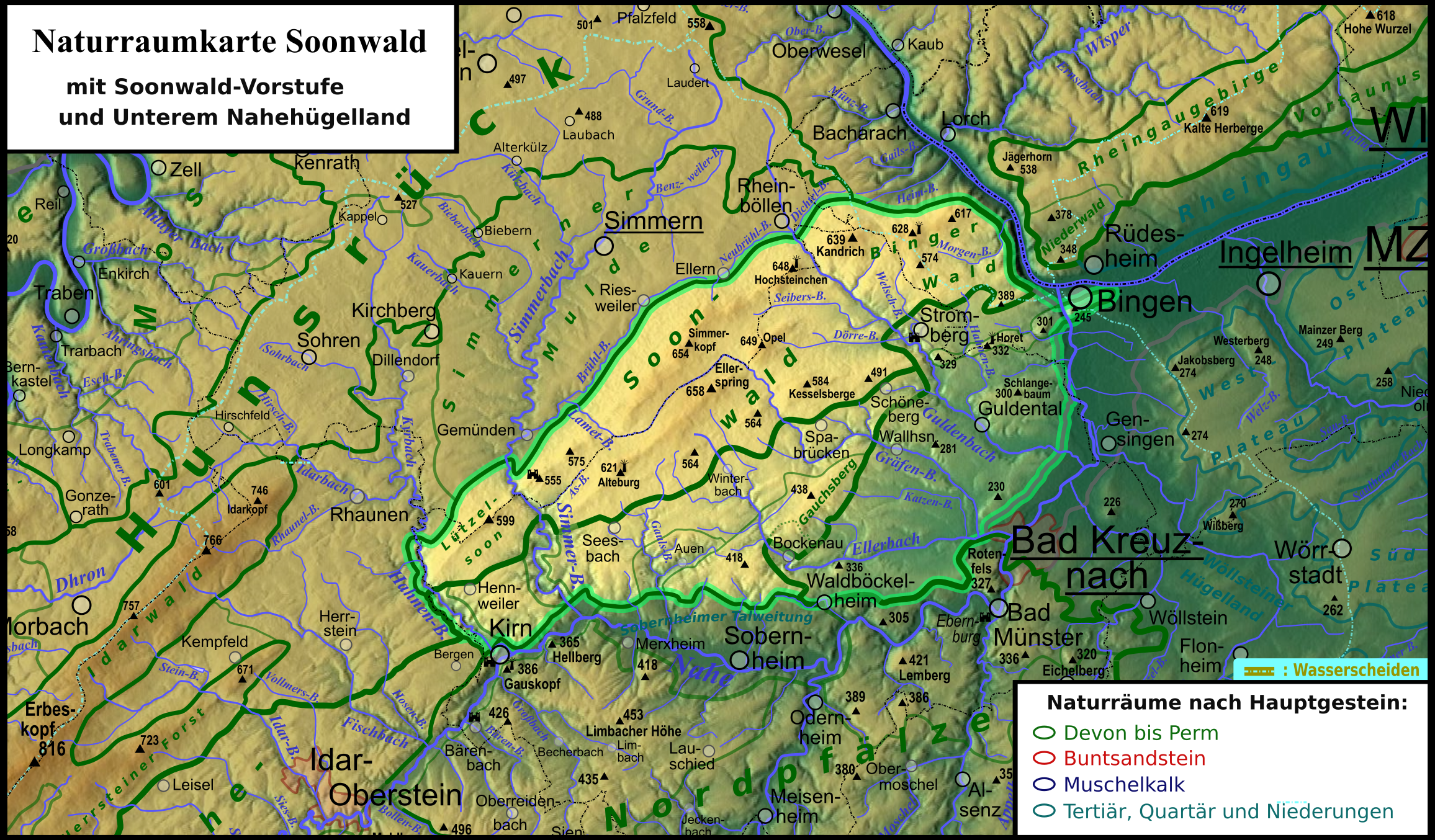
Soonwald (Nordwesten), Soonwaldvorstufe (südlich daran anschließend) und Unteres Nahehügelland

In den Arbeiten zum Handbuch der naturräumlichen Gliederung Deutschlands wurde der Soonwald innerhalb der Haupteinheitengruppe des Hunsrück als Haupteinheit ausgewiesen, die in den Einzelblättern 1:200.000 138 Koblenz und, vor allem, 150 Mainz, weiter untergliedert wurde:
- (zu 24 Hunsrück)
  - 240 Soonwald (276,6 km²)
    - 240.0 Binger Wald (54,4 km²)[9]
    - 240.1 Großer Soon (192,2 km²)
      - 240.10 Guldenbachdurchbruch (17,3 km²)[10]
      - 240.11 Großer Soon (160,5 km²)[11]
      - 240.12 Simmerbachdurchbruch (14,4 km²)[12]

    - 240.2 Lützelsoon und Hahnenbachdurchbruch (30,0 km²)
      - 240.20 Lützelsoon (19,6 km²)[13]
      - 240.21 Hahnenbachdurchbruch (10,5 km²)[14]

Nicht zu Soonwald und Hunsrück gezählt wird die Soonwald-Vorstufe, die aber hier der Vollständigkeit mit aufgeführt sei – zumal die Täler nicht zwischen den beiden Haupteinheiten getrennt ausgewiesen sind (s. u.):
- (zu 19 Saar-Nahe-Bergland)
  - 195 Soonwaldvorstufe (124,9 km²)
    - 195.0 Vorstufe des Großen Soon (110,5 km²)
      - 195.00 Seesbach-Spabrücker Hochfläche (70,1 km²)[15]
      - 195.01 Gauchsbergrücken (32,4 km²)[16]
      - 195.02 Wingertsgründe (8,0 km²)[17]

    - 195.1 Hennweiler Hochfläche (14,4 km²)[18]

Blatt 150 Mainz teilt die Täler von Simmer- und Hahnenbach entgegen den Konventionen der ehemaligen Bundesanstalt für Landeskunde nicht auf in Soonwald und Vorstufe, sondern schreibt sie je komplett dem Soonwald zu. Dadurch bliebe das fließende Wasser länger im Mittelgebirge als sich parallel auf dem Land bewegende Gegenstände. Da jedoch die Täler nach dem eigentlichen Durchbruch jeweils deutlich ihre Richtung ändern und auch deutlich breiter und mäandernd werden, sind sie in der nebenstehenden Karte auf die beiden Haupteinheiten aufgeteilt. Dadurch wird auch erst die Soonwaldvorstufe einfach zusammenhängend, wie es den Konventionen der Bundesanstalt entspricht.

### Berge und Höhenlage
Der höchste Gipfel des Soonwaldes ist die Ellerspring (657,5 m). Dem entgegen befindet sich seine niedrigste Stelle mit um 210 m am Austritt des Simmerbachs bei Kellenbach. Zu seinen Bergen und Erhebungen gehören – sortiert nach Höhe in Meter (m) über Normalnull (NHN), wenn nicht anders genannt laut (ohne Objekte im Lützelsoon):
- Ellerspring (657,5 m), zwischen Argenthal und Winterbach
- Simmerkopf (653,75 m), höchste Erhebung im Rhein-Hunsrück-Kreis, östlich von Tiefenbach
- Opel (649,3 m), westlich von Dörrebach
- Hochsteinchen (648,3 m), südsüdöstlich von Rheinböllen; mit Aussichtsturm
- Schanzerkopf (643,5 m), südlich von Ellern
- Katzenkopf (636,5 m), Südwestausläufer vom Hochsteinchen
- Ochsenbaumer Höhe (ca. 635 m), südsüdöstlich von Argenthal
- Ginsterkopf (ca. 632 m),[19] südöstlich von Riesweiler
- Wildburghöhe (633,5 m), südöstlich von Sargenroth; mit Ruine Wildburg
- Alteburg (620,5 m), nordöstlich von Schwarzerden; mit Wallanlage und Aussichtsturm
- Gemündener Höhe (575,2 m), südöstlich von Gemünden
- Steineberg (563,9 m), nordwestlich von Münchwald
- Koppensteiner Höhe (554,9 m), nordnordwestlich von Henau; mit Ruine Burg Koppenstein

### Fließgewässer
Südlich des Soonwaldes fließt die Nahe, die bei Bingen in den Rhein mündet und in deren Einzugsgebiet der Große Soon komplett liegt. Die beiden Haupt- und Randflüsse, Simmerbach (Mündung in die Nahe südlich von Kellenbach bei Simmertal) und Guldenbach (Mündung in die Nahe bei Bretzenheim/Nahe) haben ihre Quellen nördlich des Großen Soon, auf der Hunsrückhochfläche. Alle anderen Bäche, die den Soonwald verlassen, sind dort auch entstanden.
Im Soonwald entspringen folgende Fließgewässer aus dem Flusssystem der Nahe:
- (von rechts zum Guldenbach)
  - Neubrühlbach (6,98 km, 17,64 km² EZG), Mündung im Süden von Rheinböllen
  - Seibersbach mit dem Dorf Seibersbach (8,89 km, 17,59 km²), Mündung oberhalb von Stromberg/Hunsrück
  - Dörrebach mit dem Dorf Dörrebach (6,13 km, 17,06 km²), Mündung in Stromberg/Hunsrück
- Ellerbach (27,25 km, 186,00 km²), Nahe-Zufluss im Südosten, Mündung in Bad Kreuznach
  - Gräfenbach (23,58 km, 76,97 km²), Mündung von links (Norden) zwischen Rüdesheim und Bad Kreuznach
    - Spaller Bach (3,01 km, 5,27 km²), Mündung von rechts oberhalb von Argenschwang
      - Münchwalder Bach (1,28 km, 1,82 km²), Mündung von links bei Spall (verläuft komplett in der Soonwaldvorstufe)
- Gaulsbach (12,86, 44,58 km²), Mündung bei Monzingen
- (von links zum Simmerbach)
  - Lametbach (11,66 km, 58,05 km²); Mündung in Gemünden
    - Brühlbach (12,35 km, 35,40 km²), Mündung von rechts in Mengerschied

### Ortschaften
Ortschaften die den Soonwald einrahmen:
- Rheinböllen, am äußersten Nordrand
- Seibersbach, am Nordostrand beim Übergang zum Binger Wald
- Dörrebach, am Nordostrand
- Stromberg, am Nordostrand
- Schöneberg, am Ostrand
- Spabrücken, am Ostrand
- Münchwald, am Südostrand
- Spall, am Südostrand
- Gebroth, am Südostrand
- Winterbach, am Südostrand
- Ippenschied, am Südostrand
- Seesbach, am Südrand, Beginn des Rennwegs
- Weitersborn, am Südrand
- Simmertal, am äußersten Südwestausläufer
- Schwarzerden, am Südwestrand
- Henau, am Westrand
- Gemünden, am Westrand
- Mengerschied, am Westrand
- Tiefenbach, am Nordwestrand
- Riesweiler, am Nordwestrand
- Argenthal, am Nordwestrand
- Ellern, am Nordrand

Diese größeren Ortschaften befinden sich etwas entfernt vom Soonwald:
- Bad Kreuznach, östlich des Gauchwaldes
- Bad Sobernheim, südwestlich des Gauchswaldes
- Kirn, südlich des Lützelsoons
- Rhaunen, nordwestlich des Lützelsoon
- Kirchberg, nordwestlich des Soonwaldes
- Simmern, nördlich des Soonwaldes

## Klima

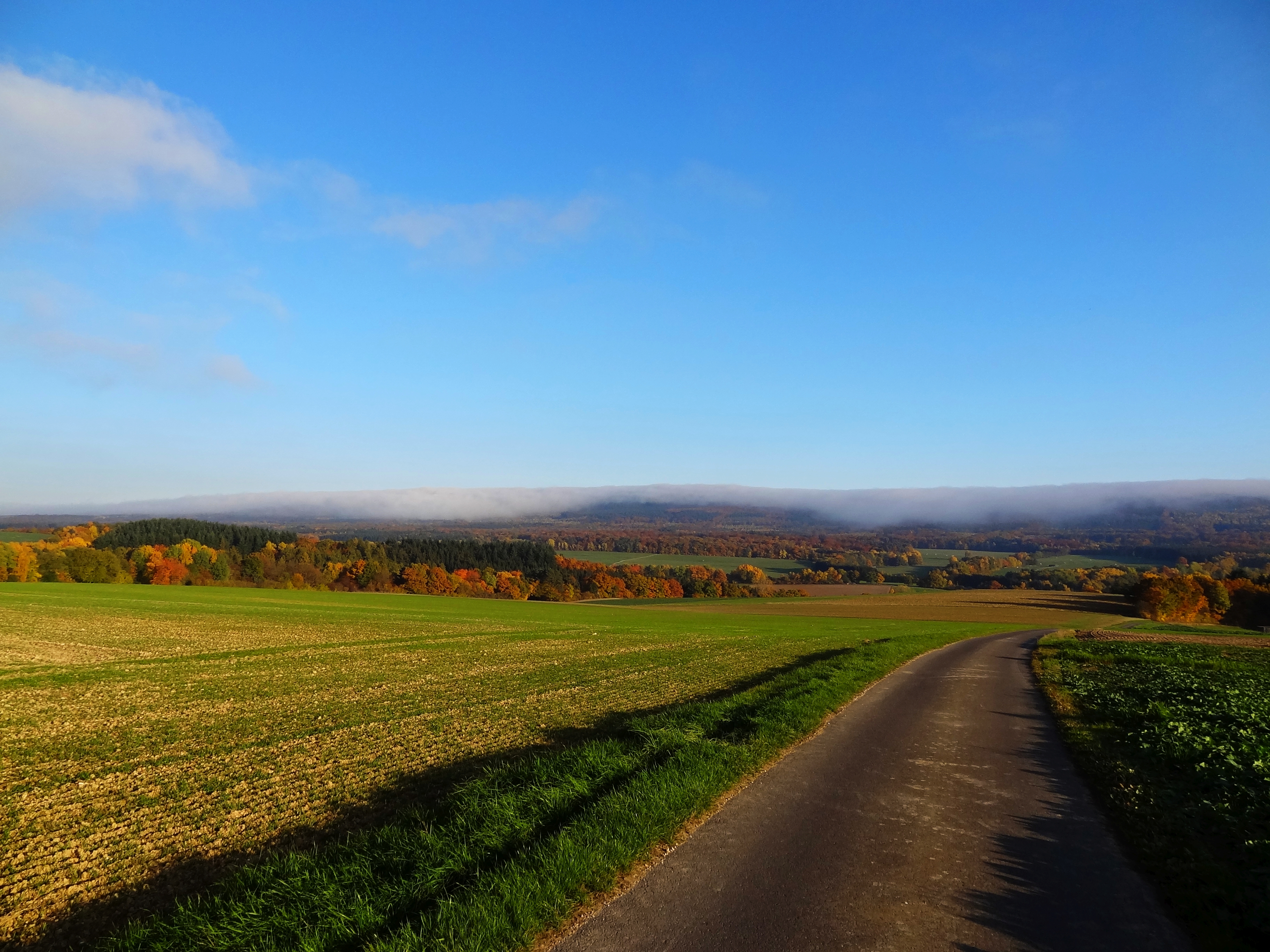
Lee-Effekt am Soonwald, von Norden her gesehen

Durch die Höhendifferenz von etwa 500 m ist die Jahresdurchschnittstemperatur auf den Gipfeln des Soonwaldes mit knapp 7 °C mehr als 2 °C niedriger als im Simmerbachtal bei Kellenbach (über 9 °C), zugleich fällt mit über 800 mm ein Viertel mehr Niederschlag als in den Tieflagen (laut Deutscher Wetterdienst, 1999).
Darüber hinaus können aufgrund der Topografie des Soonwaldes Lee-Effekte entstehen. Solche Wetterlagen sind jedoch nur in den Herbst- und Wintermonaten möglich.

## Flora und Fauna

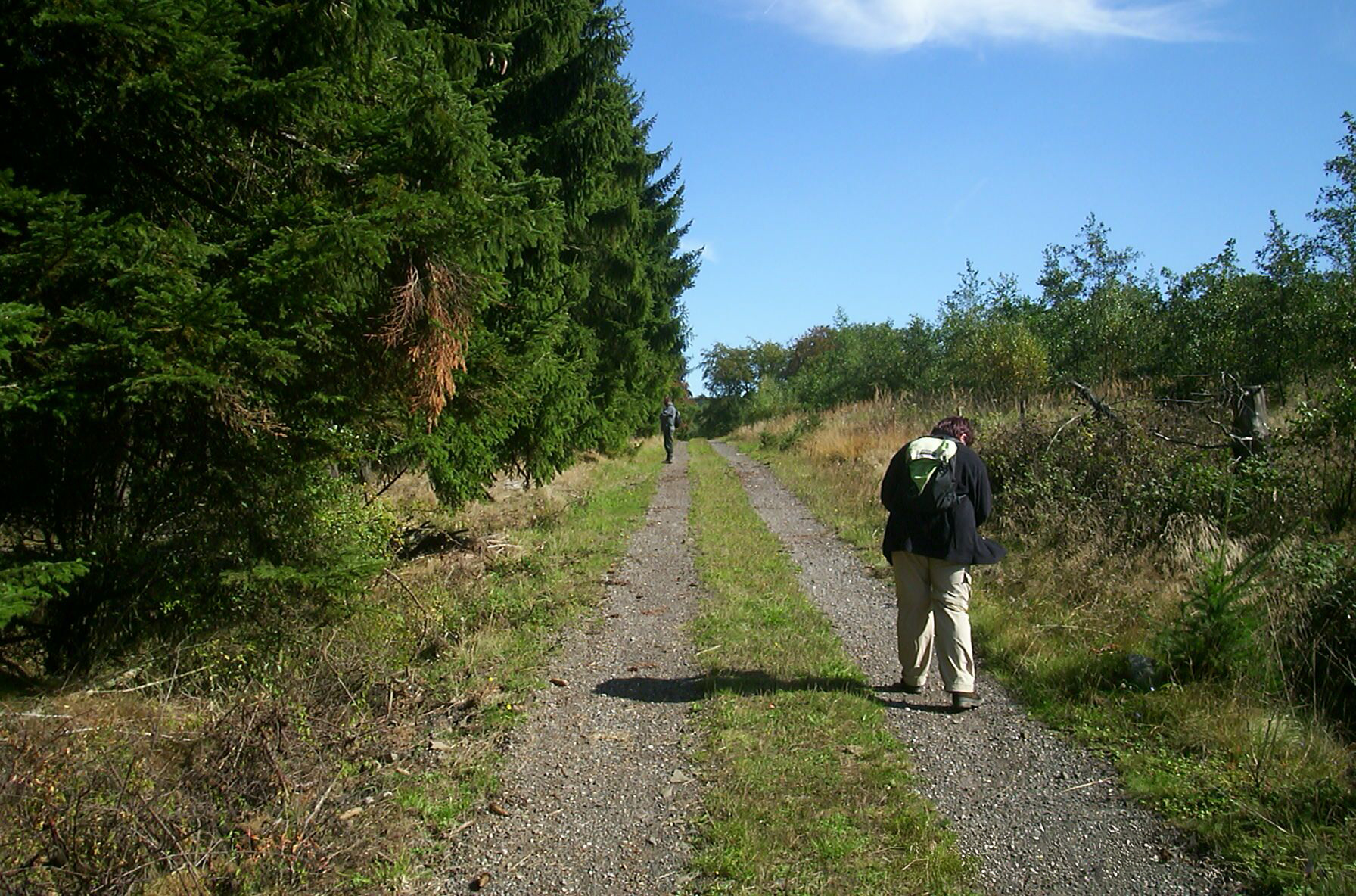
Auf dem Rennweg

Der Soonwald und sein „kleiner Sohn“, der sich südwestlich anschließende Lützelsoon, bilden zusammen eine weitgehend geschlossene Waldfläche von, unterschiedlichen Angaben zufolge, 20.000 bis 35.000 ha Fläche. Damit zählt er eher zu den kleineren Waldgebieten Deutschlands, aber zu dessen größeren zusammenhängenden.
Die Flora des Soonwaldes zeichnet sich durch Vielfalt und Eigenart aus. Pflanzen mit ganz unterschiedlichen Lebensraumansprüchen wachsen auf engem Raum nebeneinander. Sie umfasst zum Beispiel etwa 850 (!) Farn- und Blütenpflanzensippen.
Die wesentlichen Nutzbaumarten des Sonnwaldes sind die Fichte sowie die Buche. Daneben gibt es Eichen, Erlen, Tannen und Douglasien. Die traditionellen Monokulturen weichen, vor allem durch Windwurfschäden, immer mehr artenreichen Mischwäldern.
Im Soonwald und im Lützelsoon wurden sieben Naturschutzgebiete ausgewiesen, um die Artenvielfalt zu erhalten. Dabei handelt es sich meistens um extensiv genutzte, feuchte Waldwiesen, die wegen ihrer Vorkommen seltener Pflanzen und Insekten unter Schutz gestellt wurden – so die Glashütter Wiesen, die Landwiesen und der ehemalige Hutewald „Im Eschen“ in den Tälern von Gräfenbach und Lametbach. Auf den feuchten Wiesen wachsen zahlreiche seltene und wertvolle Pflanzenarten, darunter der Gemeine Teufelsabbiss, der Heil-Ziest, das Wald-Läusekraut, die Sumpf-Schafgarbe, die Herbstzeitlose und die Sumpfdotterblume. Weitere unter Naturschutz stehende Wiesen sind die „Hirtenwiese“ im Lützelsoon und der „Waldwinkel“ bei Dörrebach.
Ein ehemaliger Hutewald ist das Waldgebiet Alte Eschen mit riesigen Stieleichen in der Nähe der Glashütter Wiesen.
Hinzu kommen mehrere Naturwaldreservate, darunter der Schwappelbruch mit einem feuchten Stieleichen-Hainbuchenwald ebenfalls in der Nähe der Glashütter Wiesen und der Lützelrech beim Forstamt Soonwald (ehemals Forstamt Entenpfuhl). Hier wächst ein teilweise 239 Jahre alter montaner Flattergras-Hainsimsen-Buchenwald in einer Höhenlage von 460 bis 525 Metern auf Quarziten des Unterdevon. In den Kernflächen wachsen 80 % Buchen, 17 % Traubeneichen und 3 % Sommerlinden. Im Lützelrech finden sich zahlreiche riesige Baumexemplare der genannten Arten.
Fauna: Maßgeblich für die Auszeichnung von führenden Vogelschutzorganisationen (z. B. „Birdlife“) sind die Vorkommen folgender Vogelarten: Schwarzspecht, Raubwürger, Eisvogel, Grauspecht, Mittelspecht, Neuntöter, Schwarzstorch, Rotmilan und Wespenbussard. Dennoch hat die Landesregierung den Soonwald bis heute nicht als Vogelschutzgebiet an die EU-Kommission nach Brüssel gemeldet. Jagdbares Wild in Form von Rotwild, Schwarzwild, Rehwild und Rotfuchs kommt im Soonwald häufig vor.

## Geschichte
Der Name Soonwald wird zum ersten Mal in einer Urkunde des Klosters Prüm von 868 „silva sana“ genannt. Spätere Schreibweisen sind 1128 „nemus sane“, 1190 „waldt San“, 1438 „off dem Sane“, dann „San“ und schließlich Soonwald. Zahlreiche Deutungsversuche bringen das Wort mit Senn = Weide oder Sone = Schweineherde in Verbindung und deuten damit auf die Jahrhunderte alte Funktion des Soonwaldes als Weidewald hin.
Ursprünglich erstreckte sich ein riesiges Waldgebiet vom Oberelsass über das Saarland, den Westrich, den Hunsrück bis zur Mosel. Es war der Vosagus (Wasgenwald), ein „Silva regis“ (Königlicher Forst). Im Laufe der Zeit entstanden durch Rodungen Teilgebiete, die wiederum eigene Bezeichnungen erhielten.
Hügelgräber, wie das Alte Grab südlich von Argenthal, Burgruinen und die heutigen Siedlungen und Dörfer lassen darauf schließen, dass der Soonwald bzw. seine Umgebung schon seit langer Zeit besiedelt ist.
Zur Sicherung der Erzvorkommen und Verhüttungsstellen wie der Gräfenbacherhütte wurden im Mittelalter über den südwärts zur Nahe abfließenden Bachtälern zahlreiche Burgen errichtet. Die malerischen Ruinen der Wildburg und des Koppensteins auf dem nördlichen Soonwaldkamm wurden im 19. Jahrhundert als sagenhafte Stätten durch die Hunsrückdichter Otto von Vacano und Peter Joseph Rottmann in romantischen Balladen besungen.
Bei der Suche nach einer Region im Hunsrück zur Schaffung eines Nationalparks durch das Umweltministerium Rheinland-Pfalz, stand die Region Soonwald neben dem im Landkreis Birkenfeld gelegenen Hochwald zur Option. Da sich der Soonwald jedoch sowohl über den Landkreis Rhein-Hunsrück als auch den Landkreis Bad Kreuznach erstreckt, benötigte das Vorhaben die Unterstützung beider Landkreise. Da der Landkreis Bad-Kreuznach dem Vorhaben jedoch eher kritisch gegenüberstand, fiel die Entscheidung schließlich für den Hochwald.

## Wirtschaft

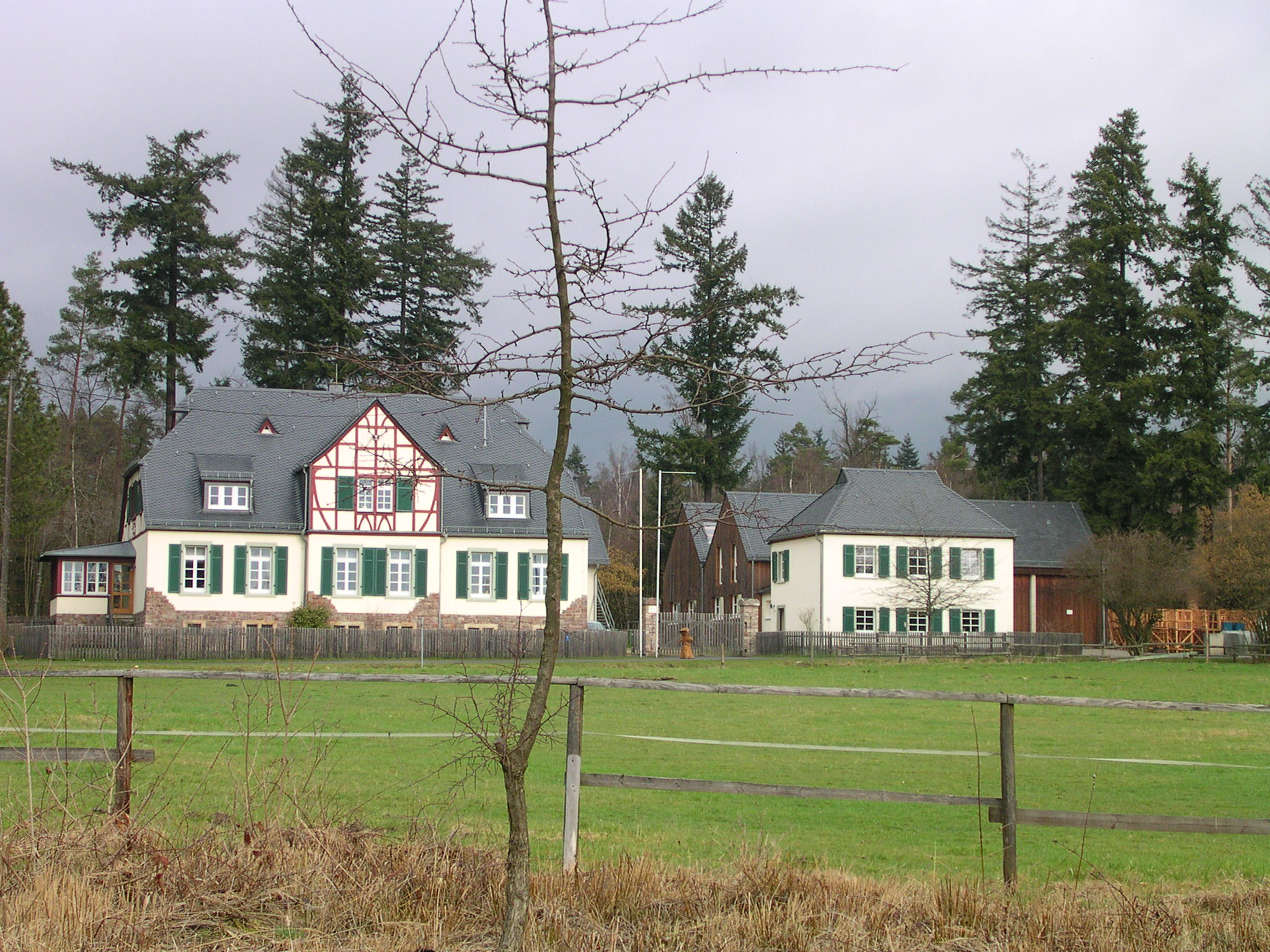
Das Forstamt Entenpfuhl bei Bad Sobernheim

Der Soonwald wird fast überwiegend waldbaulich genutzt, in mehreren Steinbrüchen wird Quarzit vor allem zum Verkehrswegebau abgebaut. Bis Ende der 1990er Jahre wurde der Soonwald von mehreren Forstämtern der Umgebung bewirtschaftet, dies waren unter anderem die Forstämter Neupfalz, Entenpfuhl und Simmern. Durch eine Strukturreform wurde das zentrale Forstamt Soonwald mit Sitz in Entenpfuhl geschaffen, und das Forstamt Neupfalz wurde zum Walderlebniszentrum Soonwald umgebaut.
2010 hat sich eine Bürgerinitiative gegen die Einrichtung von Windparks im Naturpark gegründet. Dennoch ging 2012 der auf den Gemarkungen der Kommunen Ellern, Dörrebach und Seibersbach gelegene Windpark Ellern in Betrieb.
Der am Südrand gelegene ehemalige Fliegerhorst Pferdsfeld wurde ursprünglich als Militärflugplatz konzipiert. Im Rahmen von Konversionsmaßnahmen ist unter anderem der größte Solarpark in Rheinland-Pfalz entstanden.

## Verkehr
Der Soonwald ist über die von der Bundesautobahn 61 (die im Nordosten an der Nahtlinie zum Binger Wald in Nordwest-Südost-Richtung verläuft) abzweigende Bundesstraße 50 (Anschlussstelle Rheinböllen) zu erreichen. Er kann auch über die B 421, die am Übergang zum Lützelsoon durch das Tal des Simmerbachs verläuft, und über die B 41, die durch das Nahetal führt, aufgesucht werden.
Eisenbahnstrecken führen entlang der B 50 im Nordwesten (Hunsrückquerbahn), durch das Tal des Guldenbachs im Nordosten (Bahnstrecke Simmern–Gemünden) und durch das Nahetal im Südosten (Nahetalbahn). Die Hunsrückquerbahn ist zurzeit zwar stillgelegt, soll jedoch wieder reaktiviert werden. Die Strecke im Guldenbach wurde inzwischen komplett abgebaut.
Bei Bad Sobernheim (Südosten) und bei Simmern befinden sich Flugplätze.

## Tourismus

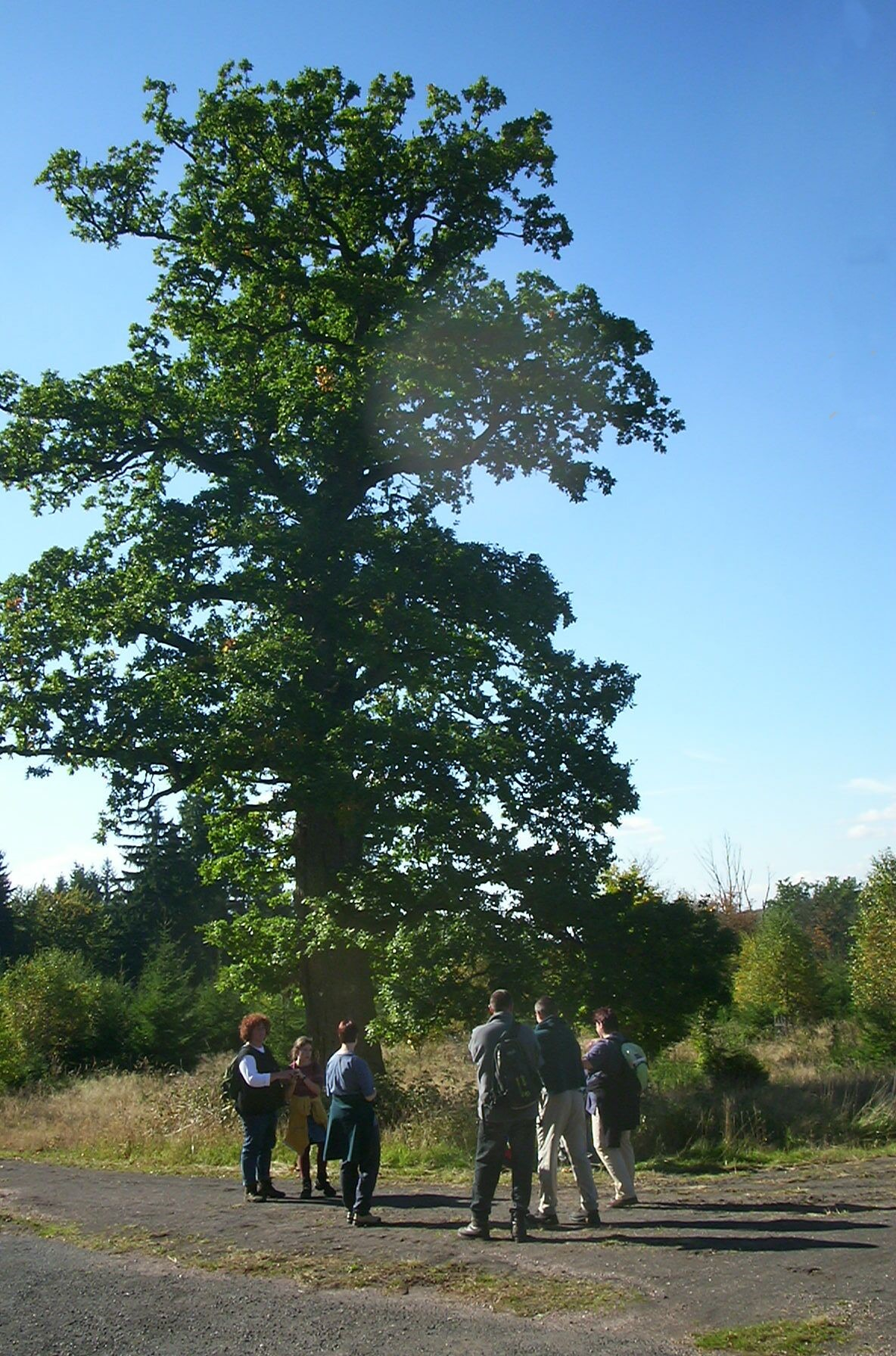
Bollinger Eiche

Innerhalb des Soonwaldes, über dessen Hauptkamm ein Abschnitt des Europäischen Fernwanderwegs E3 sowie der 2009 eröffnete Soonwaldsteig verlaufen, bzw. an seinen Rändern befinden sich unter anderem diese Sehenswürdigkeiten und geographischen Ziele:
- Burgruine Koppenstein
- Alteburgturm
- Bollinger-Eiche
- Hochwildschutzpark Hunsrück
- Ruine Wildburg
- Schinderhanneshöhle (Pferdsfeld)

Viele Waldwege sind gleichfalls ausgewiesene Radwege; im Norden verläuft der Schinderhannes-Soonwald-Radweg durch das Brühl- und Lametbachtal.

## Personen

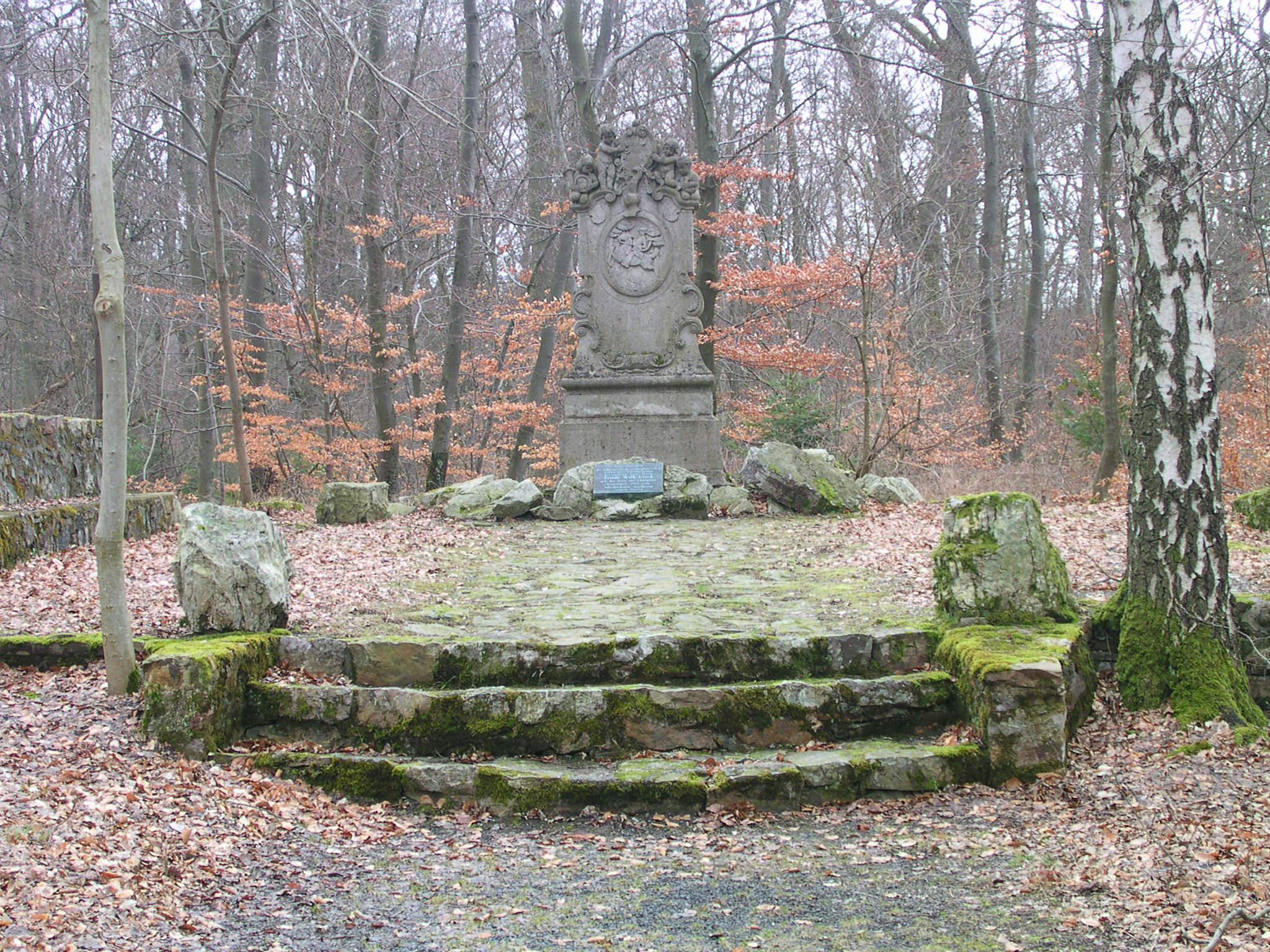
Denkmal „Jäger aus Kurpfalz“, Forsthaus Entenpfuhl

- Wilhelm von Heinzenberg, Minnesänger in der Manessischen Handschrift
- Friedrich Wilhelm Utsch (1732–1795), Förster und Jäger, ein Vorbild des Jägers aus Kurpfalz
- Johann Adam Melsheimer (1683–1757), Förster und Jäger, ein weiteres Vorbild des Jägers aus Kurpfalz
- Johannes Bückler (1779–1803), der Schinderhannes, Räuber
- Johann Peter Petri (1752–1812), der Schwarze Peter, Räuber
- Paul Schneider (1897–1939), Pfarrer, der Prediger von Buchenwald
- Mathias Bollinger (1858–1961), Hegemeister